# Pierre Aubry (musicologue)
Pour les articles homonymes, voir Pierre Aubry et Aubry.
Pierre Aubry, né le 14 février 1874 à Paris et mort le 31 août 1910 à Dieppe, est un musicologue français.
Il est considéré comme l'un des pionniers, de la musicologie médiévale.

## Biographie
Pierre Aubry entra en 1894 à l'École nationale des chartes.
Intéressé par le chant grégorien, dès 1895 il fréquentait l'abbaye Saint-Pierre de Solesmes. L'année suivante, il fut présenté à Dom Mocquereau, directeur de l'atelier Paléographie musicale de l'abbaye, par Jules Combarieu.
Sa thèse sur la Philologie musicale des trouvères lui valut le diplôme d'archiviste paléographe en 1898. Devenu musicologue spécialiste du moyen âge et du chant grégorien, il enseigna à l'Institut catholique de Paris la musicologie sacrée ainsi qu'à l'École pratique des hautes études. Après avoir rencontré Charles Bordes, il enseigna également à la Schola Cantorum de Paris que ce dernier avait fondée.
D'ailleurs, Aubry assista Dom Mocquereau en tant que musicologue, en soutenant la Paléographie musicale. Notamment, cet ancien élève de l'École des Chartes contribua à améliorer plus scientifiquement les études de Dom Mocquereau. 
En 1900, il sort diplômé de l'École des langues orientales pour la langue arménienne. Après ses voyages dans le Caucase, l'Arménie et le Turkestan, il donne des conférences à Paris, en province et à l'étranger, écrit dans des revues spécialisées (Correspondant, Tribune de Saint-Gervais, Revue musicale, Bulletin de la S.I.M., etc.), et sort plusieurs livres. 

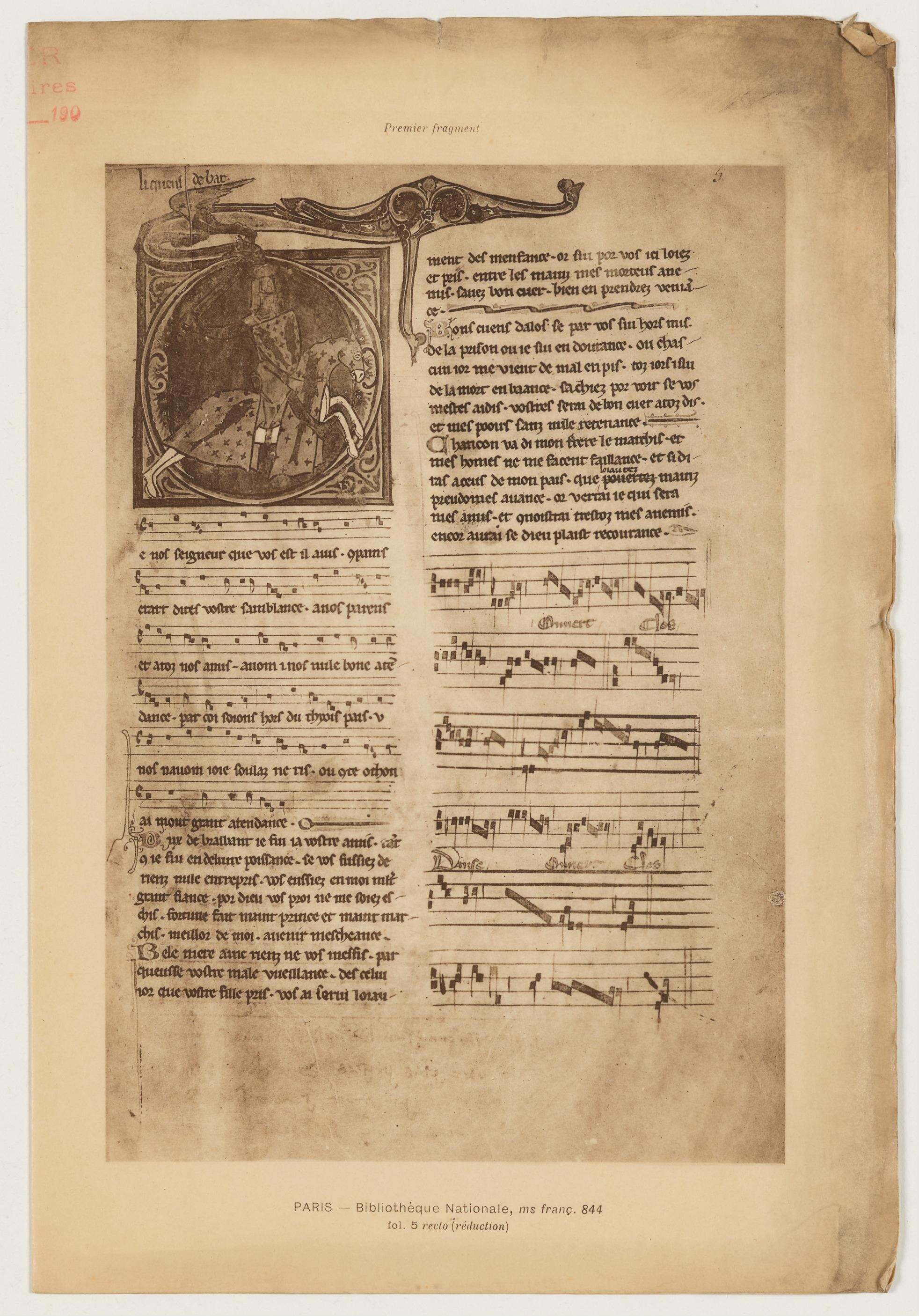
Une page de "Monodie vocale accompagnée et monodie instrumentale", de Pierre Aubry (1896/1910)

Cependant, il mourut prématurément, à la suite d'un accident d'escrime. Il est enterré au cimetière des Longs Réages à Meudon.